# جمان
جمان  قرية سوريّة تتبع إداريّاً محافظة حلب منطقة عفرين ناحية شران، بلغ تعداد سكانها 427 نسمة حسب التعداد السكاني لعام 2004.